# Патриния
Патри́ния (лат. Patrinia) — род растений из семейства Жимолостные (Caprifoliaceae), ранее вместе с некоторыми другими родами выделявшийся в семейство Валериановые (Valerianaceae).

## Этимология названия
Род был назван в 1807 году французским ботаником Антуаном Лораном де Жюссьё в честь другого французского ботаника Эжена Луи Мельхиора Патрена (1742—1815).

## Ботаническое описание

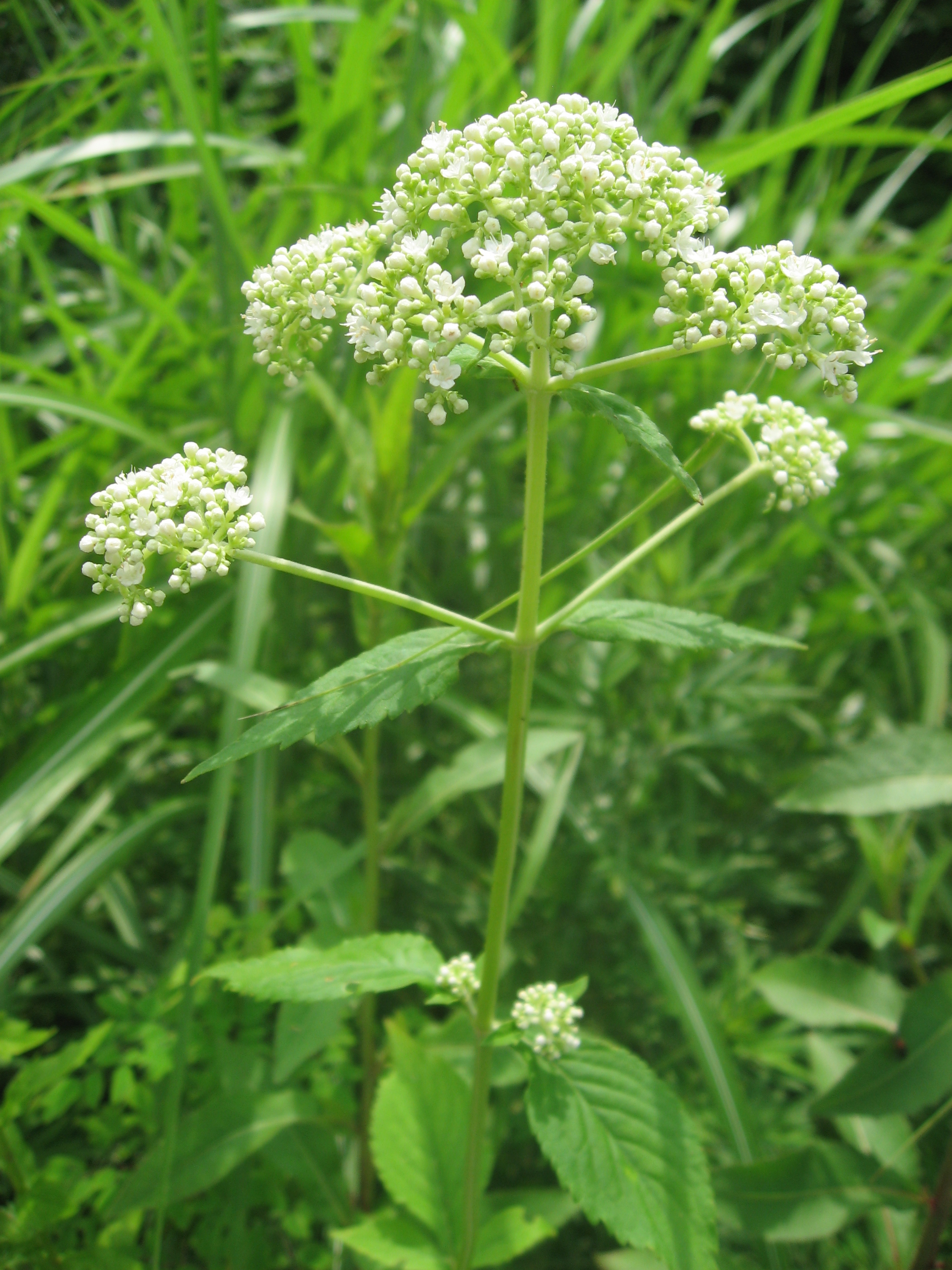
Патриния мохнатая

Многолетние, изредка двулетние травянистые растения с развитым корневищем. Корни с резким запахом валерианы. Стебель прямостоячий, маловетвистый, в основании изредка деревенеющий. Прикорневые листья в розетке, простые или пальчато-лопастные. Стеблевые листья супротивные, простые, пальчато-лопастные или рассечённые, обычно с зубчатым краем.
Соцветие щиткообразный или метёлкообразный сложный дихазий, цветки мелкие, обоеполые, обычно жёлтые, реже белые. Чашечка пятираздельная, чашелистики яйцевидно-треугольные, с зазубренным краем. Венчик колокольчатый или воронковидный, лепестки немного неравные. Тычинки в количестве 4 (у одного высокогорного вида имеется лишь 1 тычинка), более длинная пара с опушённым основанием, более короткая — голая. Пестик с головчато-щитовидным рыльцем. Завязь трёхгнёздная, в двух гнёздах семян обычно не образуется.
Плод — семянка продолговато-яйцевидной формы, прицветнички у некоторых видов крыловидные, при созревании плода не отделяющиеся от него.

## Ареал
Представители рода известны в Центральной и Восточной Азии. 5 видов — эндемики Китая. Предпочитает солнечное, сухое место в расщелинах камней.

## Значение
Некоторые виды, например, патриния средняя, используются в качестве лекарственных растений подобно валериане. Селекция направлена на получение сортов с высоким содержанием патринозидов.

## Классификация

### Таксономия
Род Патриния входит в подсемейство Валериановые (Valerianoideae) семейства Жимолостные (Caprifoliaceae) порядка Ворсянкоцветные (Dipsacales).
|  |                                      |  |                                                               |                                                               |                       |  | семейство Адоксовые (согласно Системе APG III) |             |              |                |
|  |                                      |  |                                                               |                                                               |                       |  |                                                |             |              | около 20 видов |
|  |                                      |  |                                                               | порядок Ворсянкоцветные                                       |                       |  |                                                |             | род Патриния |                |
|  |                                      |  |                                                               | порядок Ворсянкоцветные                                       |                       |  |                                                |             | род Патриния |                |
|  | отдел Цветковые, или Покрытосеменные |  |                                                               |                                                               | семейство Жимолостные |  |                                                |             |              |                |
|  | отдел Цветковые, или Покрытосеменные |  |                                                               |                                                               |                       |  |                                                |             |              |                |
|  |                                      |  | ещё 58 порядков цветковых растений (согласно Системе APG III) | ещё 58 порядков цветковых растений (согласно Системе APG III) |                       |  |                                                | ещё 52 рода | ещё 52 рода  |                |
|  |                                      |  |                                                               | ещё 58 порядков цветковых растений (согласно Системе APG III) |                       |  |                                                |             | ещё 52 рода  |                |

### Синонимы
- Fedia Adans., 1763, nom. rej.
- Fuisa Raf., 1840, nom. superfl.
- Mouffetta Neck., 1790, nom. inval.

### Некоторые виды
- Patrinia gibbosa Maxim., 1868 — Патриния горбатая
- Patrinia glabrifolia Yamam. & Sasaki, 1929
- Patrinia heterophylla Bunge, 1833
- Patrinia intermedia (Vahl) Roem. & Schult., 1818 — Патриния средняя
- Patrinia monandra C.B.Clarke, 1881 — Патриния однотычинковая
- Patrinia punctiflora P.S.Hsu & H.J.Wang, 1966
- Patrinia rupestris (Pall.) Juss., 1807 — Патриния скальная
- Patrinia scabiosifolia Fisch. ex Link, 1821 — Патриния скабиозолистная
- Patrinia scabra Bunge, 1835
- Patrinia sibirica (L.) Juss., 1807 — Патриния сибирская
- Patrinia trifoliata L.Jin & R.N.Zhao, 2002
- Patrinia triloba Miq., 1878 — Патриния трёхлопастная
- Patrinia villosa (Thunb.) Juss., 1807 — Патриния мохнатая